# Aurora (Douglas)
Aurora is een historisch motorfietsmerk.
De bedrijfsnaam was: Aurora Motors, Mona Terrace, Douglas, Isle of Man.
Aurora, het merk van vader en zoon Oates uit Douglas was een van de twee motorfiets-fabrikanten van het Eiland Man (de andere was Peters in Ramsey). Aurora bouwde van 1919 tot 1921 motorfietsen met 318cc-Dalm-tweetaktmotor. In 1920 werden twee machines ingeschreven voor de Junior TT, maar er startte er maar een. Coureur N.C. Slater haalde er echter de finish niet mee. Van de 24 starters finishten er dan ook slechts 11. 